# Грегори, Джеймс
Джеймс Гре́гори (англ. James Gregory, ноябрь 1638, Драмоук, Абердиншир — октябрь 1675, Эдинбург) — шотландский математик и астроном. Наряду с Валлисом и Барроу — один из основоположников математического анализа, предшественник Ньютона, который высоко ценил Грегори и называл его в числе своих учителей и вдохновителей.

## Биография
Джеймс Грегори родился в шотландской деревне Драмоук (англ. Drumoak, Абердиншир), в семье протестантского священника. Его мать принадлежала к клану Андерсон. Учился в Абердине, затем закончил Сент-Эндрюсский университет. Интерес к математике, возможно, проявился у него под влиянием дяди А. Андерсона, ученика Виета.
В 1664 году Грегори приехал в Лондон, познакомился с Гуком, Коллинзом и другими видными учёными. В 1664—1668 гг. совершил путешествие в Италию, попутно расширяя свой математический кругозор. Там он ознакомился, в частности, с методом неделимых Кавальери и начал собственные исследования в области применения бесконечно малых.
Важнейшие математические работы Грегори начинаются в 1667 году. Он подготовил статью по математическому анализу, которую послал Гюйгенсу. Тот не ответил, но опубликовал в своём журнале обзор статьи, где часть результатов объявил ошибочными, а относительно верных результатов объявил, что он открыл их раньше, чем Грегори. В дальнейшем Грегори воздерживался от публикации части наиболее выдающихся своих достижений, и они были обнаружены только после его смерти.
В Англии труды Грегори сразу получили высокую оценку. В 1668 году он был избран членом Королевского общества. По ходатайству президента Общества король Карл II учредил в Сент-Эндрюсском университете кафедру математики специально для Грегори, который и занял её в конце 1668 года.
В 1669 году Грегори женился на вдове Мэри Джеймсон (англ. Mary Jamesone), по первому мужу Бернет, дальней родственнице его матери. У них родились сын и две дочери.
В Сент-Эндрюсе Грегори провёл 6 лет. В 1674 году он перешёл в Эдинбургский университет, однако спустя год скончался.

Проект зеркального телескопа Грегори

## Научная деятельность
В 1663 году 25-летний Грегори обратил на себя внимание, опубликовав книгу Optica Promota, где впервые описал конструкцию зеркального телескопа. Он обратился к лондонским мастерам, пытаясь заказать изготовление прибора, однако не добился успеха. Первый практически пригодный рефлектор изготовил Ньютон, у которого схема прибора была более простой, чем у Грегори. Тем не менее 10 лет спустя Роберт Гук сумел построить телескоп по схеме Грегори. Идея Грегори используется и в наши дни. В этой же книге Грегори предложил новый метод измерения расстояния от Земли до Солнца, вскоре с успехом использованный Галлеем.
В 1667 году, проживая в Падуе, Грегори обратился к математическому анализу. Вскоре он уже владел и свободно оперировал тем, что позднее получило название «ряд Тейлора» (1671). В письмах к Дж. Коллинзу и в своих работах «Истинная квадратура круга и гиперболы» (Vera Circuli et Hyperbolae Quadratura), «Общая часть геометрии» (Geometriae pars universalis) и др. он опубликовал множество разложений в бесконечные ряды, в том числе для синуса, косинуса, логарифма, логарифмов тригонометрических функций и обратных тригонометрических функций. В частности, он открыл разложение в ряд арктангенса, которое двумя столетиями ранее было известно индийским математикам:
{\displaystyle \theta =\operatorname {tg} \,\theta -{\frac {1}{3}}\operatorname {tg} ^{3}\theta +{\frac {1}{5}}\operatorname {tg} ^{5}\theta -\ldots ,}
где {\displaystyle -{\frac {\pi }{4}}\leqslant \theta \leqslant {\frac {\pi }{4}}.} Эта формула и её модификации позволяют с высокой точностью вычислить значение числа {\displaystyle \pi }.
Грегори показал, как использовать эти разложения для нахождения площадей, а также объёмов тел вращения. Независимо от Барроу Грегори сформулировал основную теорему анализа.
Открытия Грегори произвели огромное впечатление на молодого Ньютона, который всегда называл Грегори в числе своих идейных предшественников. Разложение в ряд стало основным методом Ньютона и важной составной частью созданного им математического анализа. Биографы предполагают, что Грегори мог также натолкнуть Ньютона на такие его ранние открытия, как общая формула бинома и интерполяционная формула. Грегори одним из первых оценил значение научных открытий Ньютона (тогда ещё не опубликованных), вёл с ним и с его коллегами дружескую переписку и использовал ньютоновские идеи в своём преподавании.
Среди других научных достижений Грегори:
- Открытие формулы численного интегрирования, ныне называемой «формула Симпсона», хотя Симпсон опубликовал её на 80 лет позже (1743).
- Вывод соотношения между тригонометрическими и гиперболическими функциями.
- Дифракционная решётка, для которой он использовал птичье перо.
- Доказательство (нестрогое) трансцендентности чисел e и {\displaystyle \pi }.
- Близкое к современному понимание предела и сходимости.
- Обозначение o для бесконечно малой, которое закрепил в своих трудах Ньютон.

## Основные труды

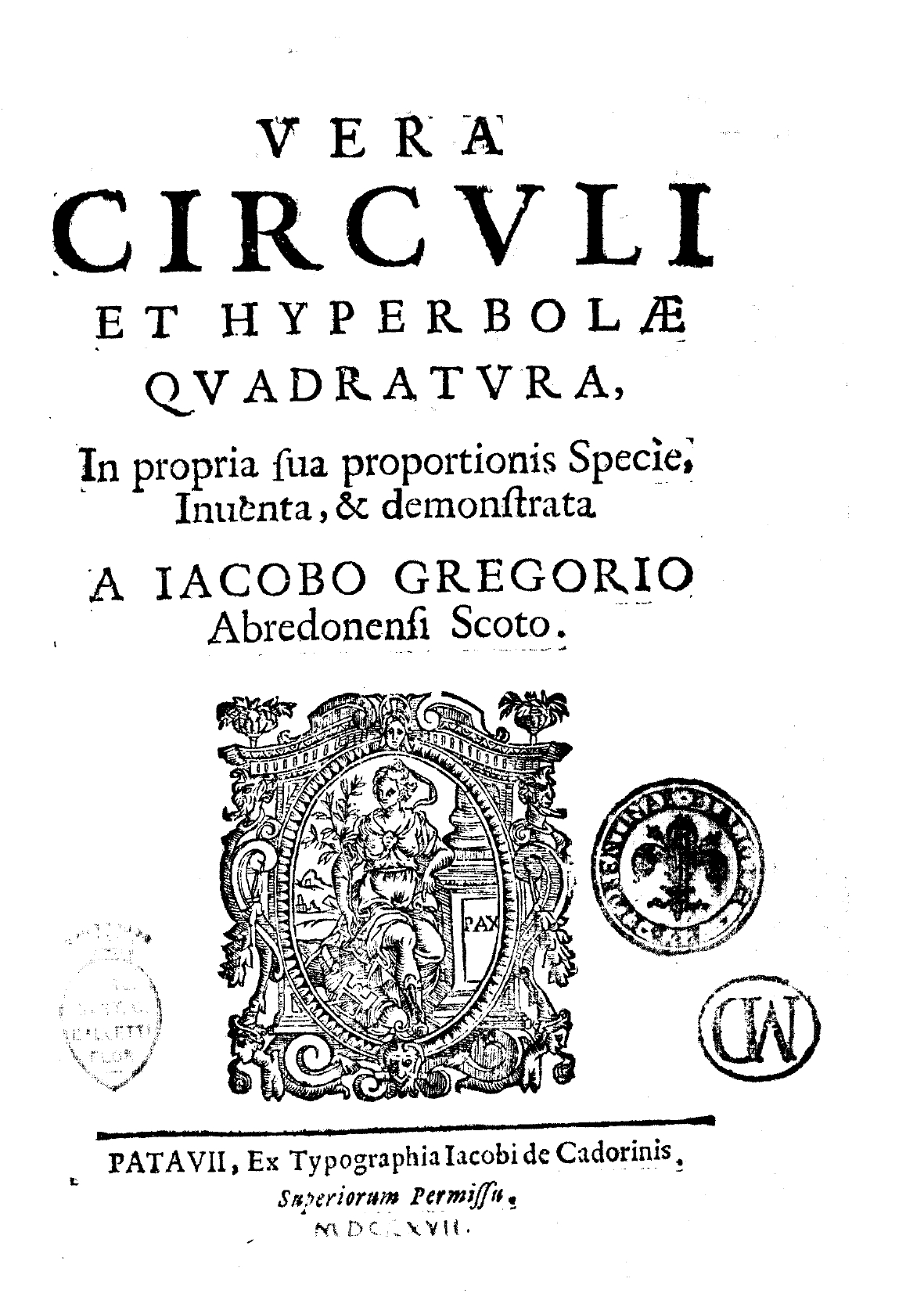
Vera circuli et hyperbolae quadratura, 1667

- 1663 — Развитие оптики (Optica promota)
- 1667 — Истинная квадратура круга и гиперболы (Vera circuli et hyperbolae quadratura)
- 1668 — Геометрические упражнения (Exercitationes geometricae)
- 1668 — Общая часть геометрии (Geometriae pars universalis)

## Память
В честь учёного названы:
- Кратер Грегори на обратной стороне Луны.
- Телескоп, установленный на вулкане Тейде на острове Тенерифе (Канарские острова).
- Интегральная формула интерполирования Грегори — аналог формулы суммирования Эйлера—Маклорена, где вместо дифференциалов стоят конечные разности, а вместо чисел Бернулли стоят числа (коэффициенты) Грегори.[4]
- Числа (коэффициенты) Грегори — рациональные числа, фигурирующие в интегральной формуле численного интерполирования (см. выше), а также в теории чисел.